# メンヒェングラートバッハ中央駅

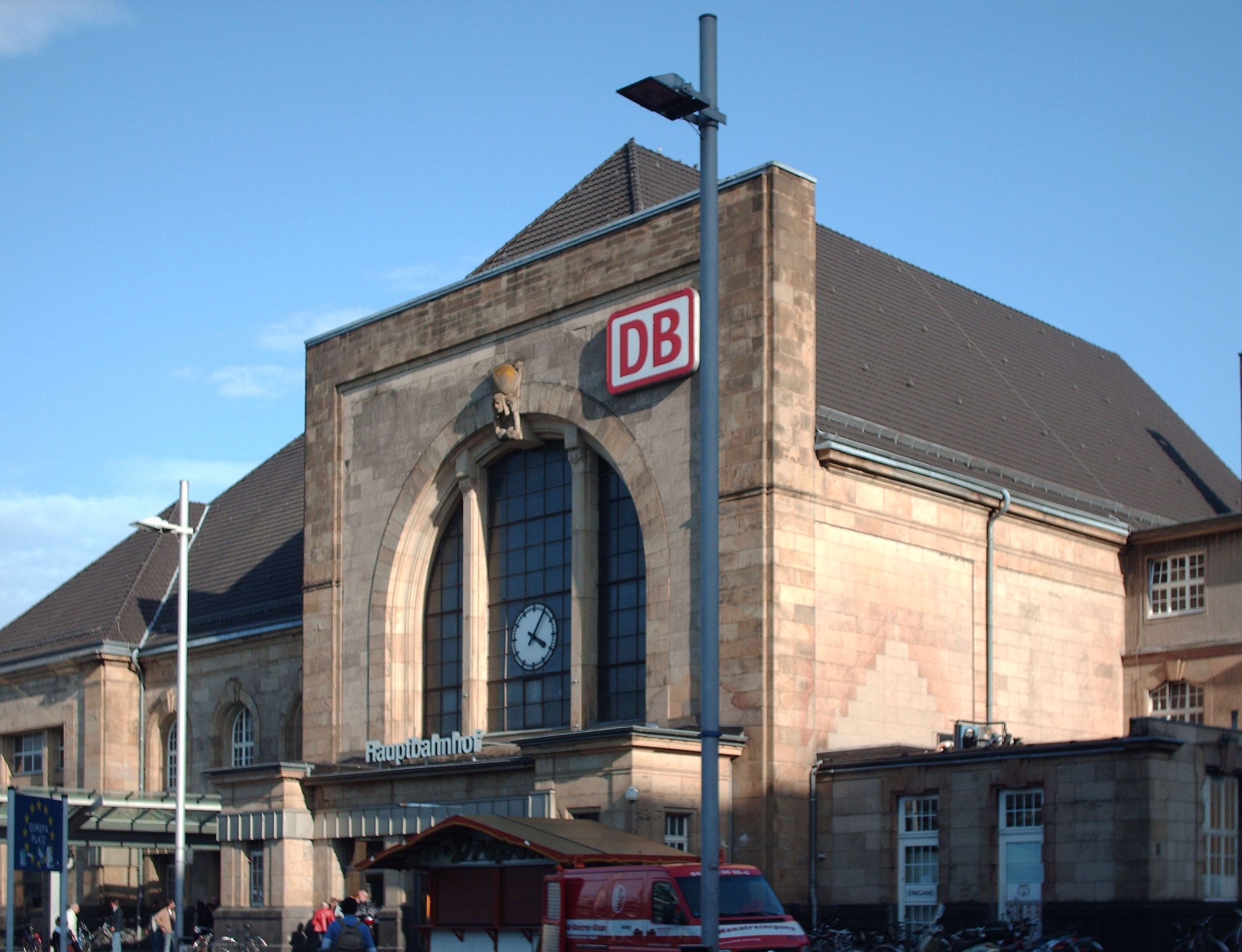
駅舎

メンヒェングラートバッハ中央駅（メンヒェングラートバッハちゅうおうえき、Mönchengladbach Hauptbahnhof）はドイツの都市メンヒェングラートバッハにある鉄道駅である。メンヒェングラートバッハでは一番大きな駅で市内に2つある中央駅のうちの一つでもあり、開業は1845年である。市内には他にライト中央駅があり、ドイツでは一つの都市に2つの中央駅が存在する唯一の都市である。1970年代にメンヒェングラートバッハとライトの2つの都市が合併し1つの都市となって以降も、当時の西ドイツ国鉄がライト中央駅の駅名改称に乗り気ではなかった。当駅は拠点駅ではあるがSバーンやレギオナルエクスプレスなどの地域列車しか停車しないカテゴリー4に分類されている駅である。
座標: 北緯51度11分46秒 東経6度26分46秒 / 北緯51.196度 東経6.446度